# Santo Domingo de la Calzada (gemeente)
Santo Domingo de la Calzada is een gemeente in de Spaanse provincie en regio La Rioja met een oppervlakte van 40,09 km². Santo Domingo de la Calzada heeft 6.369 inwoners (1 januari 2016).

## Het wonder van Calzada
De stad is bekend door de kathedraal waarin een kip en een haan worden gehouden. Dit houdt verband met de volgende legende:
In de veertiende eeuw was een Duits echtpaar met hun 18-jarige zoon op pelgrimstocht naar Compostela. Tijdens de overnachting in Santo Domingo probeerde een meisje de zoon te verleiden, maar de jongen ging daar niet op in. Het meisje beschuldigde toen de jongen van diefstal. Hij werd veroordeeld en opgehangen. De bedroefde ouders vervolgden hun weg. Op de terugreis constateerden ze dat hun zoon levend aan de galg hing. Ze gingen naar de rechter, die op dat moment net aan tafel zat. "Die jongen is net zo levend als deze gebraden kip!" zei de rechter. Het vervolg laat zich raden: de kip kwam tot leven en de rechter gaf de jongen aan zijn ouders terug.

## Demografische ontwikkeling
Bron: INE, 1857-2011: volkstellingen